# Hugo Felix
Hugo Felix est un compositeur d'opérettes austro-américain né le 19 novembre 1866 à Budapest et mort le 24 août 1934 à Los Angeles.

## Biographie
Fils de Moritz Hayman et Eugenie Bachrich, Felix Hugo Hayman naît le 19 novembre 1866 à Budapest dans l'empire d'Autriche. Détenteur d'un doctorat de sciences à l'Université de Vienne, il étudie parallèlement la musique au Conservatoire de la Société des amis de la Musique de la ville. Il exerce la fonction de chef d'orchestre au Carltheater de la fin des années 1890 à 1906, adaptant plusieurs opérettes britanniques à succès. 
En 1900, il émigre aux États-Unis. Entre 1910 et 1925, il écrit des opérettes à succès représentées à Broadway. Vers 1930, Felix s'installe à Los Angeles, où il travaille comme compositeur de comédies musicales. Il y meurt le 24 août 1934, à l'âge de 68 ans.
En 1912, il épouse à Kensington la cantatrice américaine Mary Prendergast dite Mary Halton.

## Œuvres

### Opérettes
- 1894 : Das Husarenblut, livret d'Ignaz Schnitzer, Vienne
- 1892 : Das Kätzchen
- 1902 : Madame Sherry, livret de Benno Jacobson d'après la pièce de Maurice Ordonneau et Paul Burani, Berlin. Version anglaise d'Adrian Ross créée à Londres en 1903 ; version française de Maurice Ordonneau créée au Théâtre royal des Galeries de Bruxelles en 1905. Adaptée en 1910 à Broadway par Karl Hoschna et Otto Harbach.
- 1902 : Rhodope, livret d'Alexander Engel, Berlin
- 1906 : The Merveilleuses, livret de Basil Hood d'après la pièce de Victorien Sardou, lyrics d'Adrian Ross, Londres

### Comédies musicales
- 1911 : The Quaker Girl
- 1912 : Tantalizing Tommy
- 1916 : Pom-pom
- 1920 : Lassie
- 1923 : Sancho Panza
- 1924 : Peg O'-My Dreams

### Sources
- (de) Cet article est partiellement ou en totalité issu de l’article de Wikipédia en allemand intitulé « Hugo Felix » (voir la liste des auteurs).